# Merlimont
Merlimont é uma comuna francesa na região administrativa de Altos da França, no departamento de Pas-de-Calais. Estende-se por uma área de 21,49 km². Em 2010 a comuna tinha 3 443 habitantes (densidade: 160,2 hab./km²).